# آبراهه

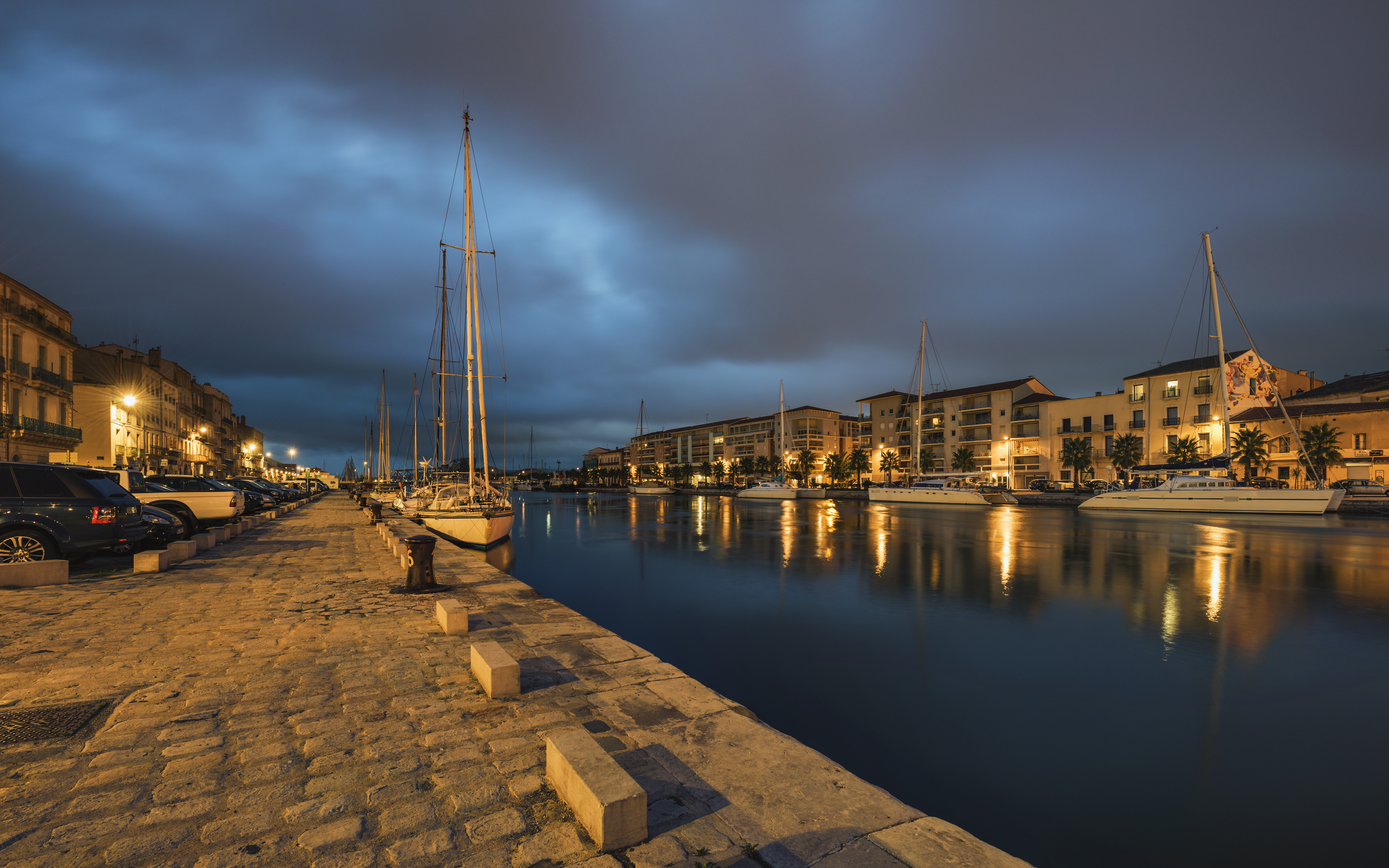
نگاره‌ای ثبت‌شده در ساعات آبی از دیوار ساحلی دِ لا رپوبلیک و آبراههٔ سِت، واقع در شهرستان ارو، فرانسه.

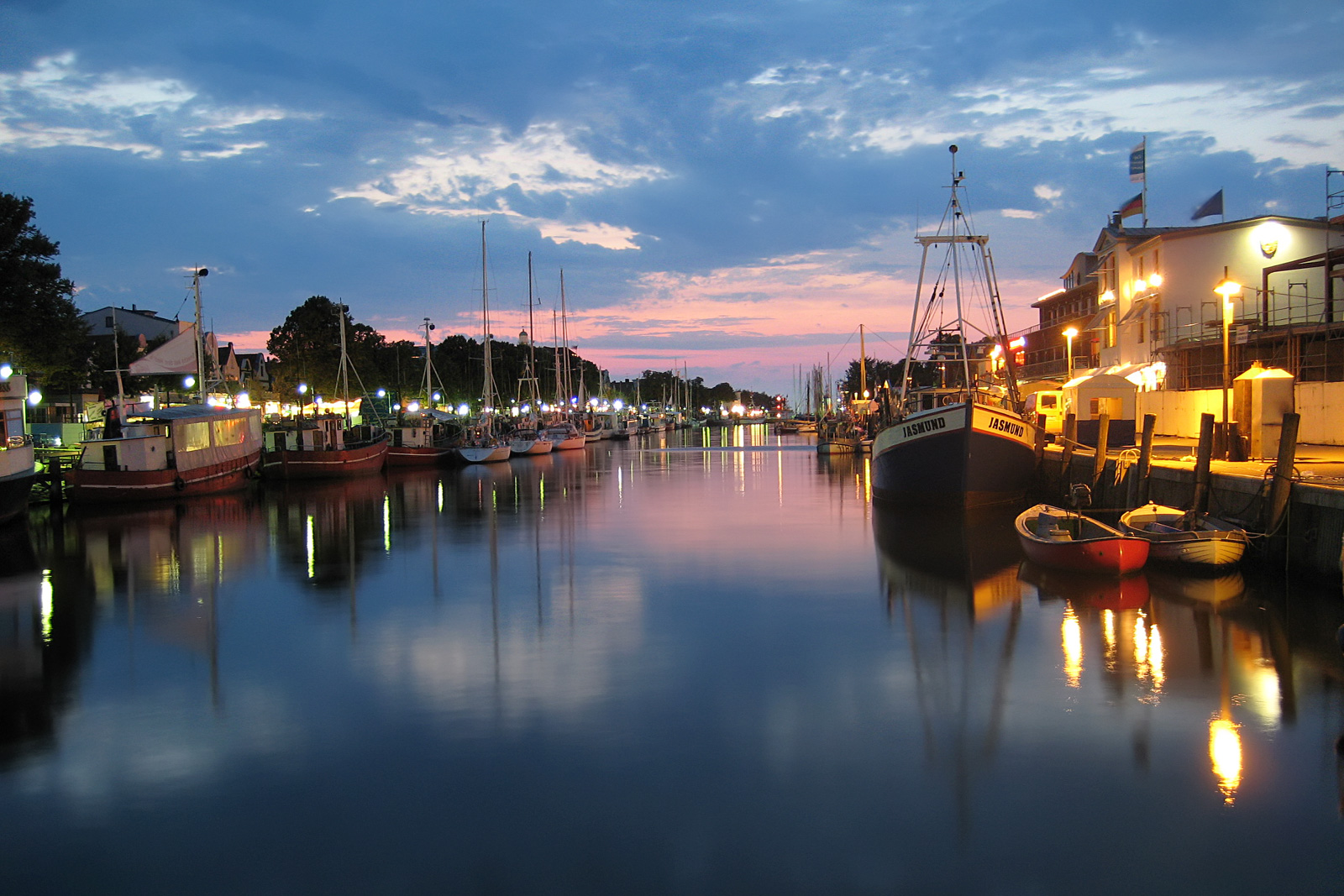
نگاره‌ای از کانالی در وارنمونده، آلمان

آبراهه یا کانال (به انگلیسی: Canal) یا تُرعه، راه آبی مصنوعی که توسط انسان حفر می‌شود.

## انواع
آبراهه‌ها به دو دستهٔ عمده تقسیم می‌شوند:
- قنات‌ها یا راه‌آب‌ها که برای عبور آب ایجاد می‌شوند.
- راه‌های آبی که برای عبور کشتی‌ها و وسایل نقلیهٔ آبی ایجاد می‌شوند و اغلب به رودخانه‌ها، دریاچه‌ها یا اقیانوس‌ها منتهی می‌شوند.[۳]

### انواع کانال‌های مصنوعی
برخی از کانال‌ها، بخشی از یک راه آبی موجود هستند. این مسئله زمانی رخ می‌دهد که یک رودخانه کانال بندی شده باشد: این کار با استفاده از ماشین‌آلات وسعت‌دهنده و عمیق‌کننده صورت می‌پذیرد. طول کانال‌های مصنوعی معمولاً بیش از کانال‌های طبیعی می‌باشد.
در کانال‌های کوچک، قایق‌های باریک و باربرهای کوچک توانایی حرکت دارند؛ با این حال کانال‌های عظیمی نیز برای عبور کشتی‌های بزرگ و ورود آن‌ها به اقیانوس‌ها ایجاد شده است.

## تاریخچه

### کانال‌های باستانی
قدیمی‌ترین کانال‌های شناخته شده، قنات‌ها و کانال‌های آبیاری هستند که ۴۰۰۰ سال پیش از میلاد مسیح در میان‌رودان ساخته شده‌اند. تمدن دره سند، واقع در پاکستان کنونی و شمال هندوستان نیز ۲۶۰۰ سال پیش از میلاد مسیح به سیستم‌های آبیاری نسبتاً پیشرفته و مخازن ذخیره‌سازی دست یافته بود. در چین باستان نیز حد فاصل سال‌های ۴۸۱ تا ۲۲۱ پیش از میلاد کانال‌های بزرگی برا حمل و نقل آبی ایجاد شده بود. یکی از طولانی‌ترین این کانال‌ها، کانال هونگ گو (Hong Gou) به معنی «کانال غازهای وحشی» بود که ایالت‌های «سونگ»، «ژانگ»، «چن»، «کایی»، «کایو» و «وی» را به یکدیگر متصل می‌کرد. در حال حاضر نیز کانال بزرگ چین همچنان طولانی‌ترین کانال جهان به حساب می‌آید. این کانال ۱، ۷۹۴ کیلومتر (۱، ۱۱۵ مایل) طول دارد و برای حمل امپراتور یانگ گوانگ (yang goung) بین پکن و هانگ ژوا (hangzhou) ساخته شده بود. کار ساخت این کانال در سال ۶۰۵ میلادی آغاز و در سال ۶۰۹ میلادی پایان یافت؛ هرچند بخش عمده‌ای از کانال، با بازسازی کانال قدیمی تری که در این محل وجود داشت تکمیل شد. کانال قدیمی‌تر دست کم از سال ۴۶۸ پیش از میلاد وجود داشت. این کانال حتی در بخش‌های شهری خود نیز به ندرت عرضی کمتر از ۳۰ متر دارد.

### کانال‌ها در قرون وسطی
در سده‌های میانه، ترابری آبی ارزان‌تر و سریع تر از ترابری از راه خشکی بود چرا که از یک سو جاده‌ها ناهموار بوده و در وضعیت بدی قرارداشتند و از سوی دیگر امکان حمل کالاهای بیشتری با کشتی وجود داشت. اولین کانال مصنوعی در اروپای قرون وسطی در نزدیکی شهر میلان ساخته شد. ساخت این کانال در سال ۱۱۲۷ میلادی آغاز شد و در سال ۱۲۵۷ میلادی به پایان رسید که زمینه را برای گسترش تجارت، حمل و نقل و کشاورزی فراهم آورد. بعدها، کانال‌هایی در هلند و فنلاند ساخته شد تا با تخلیه آب، زمین‌های پست و هموار ساحلی را خشک کنند.

## فهرست کانال‌های مشهور
- کانال پاناما
- کانال سوئز
- آبراه بزرگ چین
- ایران‌رود